# NBA 2K9
NBA 2K9 est un jeu vidéo de basket-ball développé par Visual Concepts et édité par 2K Sports sorti en 2008.
Il est disponible en France depuis le 10 octobre 2008 sur PlayStation 3, Xbox 360, PlayStation 2 et PC.
C'est le dixième épisode de la franchise 2K et est le principal concurrent de NBA Live 09.
Avec la licence officielle de la NBA vous pouvez choisir parmi les 30 équipes de la ligue et évoluer avec les plus grands joueurs tels Kobe Bryant ou LeBron James.